# Хъдърджа
Хъдърджа (на турски: Hıdırca) е село в околия Павлово, вилает Лозенград (Къркларели), Турция. Според оценки на Статистическия институт на Турция през 2018 г. населението на селото е 211 души.

## География
Селото се намира в историко–географската област Източна Тракия.

## История
В ΧΙΧ век Хъдърджа е българско село в Хавсенска кааза на Одринския вилает на Османската империя. Според „Етнография на вилаетите Адрианопол, Монастир и Салоника“, издадена в Константинопол в 1878 година и отразяваща статистиката на населението от 1873 година, Хадърча (Hadirtcha) има 20 домакинства и 72 българи.